# (3393) Štúr
(3393) Štúr est un astéroïde de la ceinture principale.
Il est nommé en l’honneur de Ľudovít Štúr, figure de l’histoire de la Slovaquie.

## Description
(3393) Štúr est un astéroïde de la ceinture principale. Il fut découvert le 28 novembre 1984 à Piszkéstető par Milan Antal. Il présente une orbite caractérisée par un demi-grand axe de 2,59 UA, une excentricité de 0,06 et une inclinaison de 9,7° par rapport à l'écliptique.

## Compléments